# Sámal Pætursson Lamhauge
Sámal Pætursson Lamhauge (dän.: Samuel Pedersen Lamhauge; geboren 1676 in Lamba bei Nes auf Eysturoy, gestorben am 27. Januar 1755 ebenda) war von 1706 bis 1752 Løgmaður der Färöer.
Sámal Pætursson war der Ururenkel von Jógvan Heinason, dem Halbbruder des färöischen Seehelden Magnus Heinason. Er heiratete 1706 Armgard Marie Weyhe (geb. um 1685), eine Tochter des Løgmaður Jóhan Hendrik Weyhe, und lebte mit ihr auf dem Hof Á Steig in Sandavágur, über Jahrhunderte der Amtssitz des Løgmaður der Färöer.
Das Paar hatte acht Kinder, darunter:
- Armgard Maria Samuelsdatter Weyhe (1720–1765).[1] Sie heiratete 1736 Hans Christoffersen Svabo (Svabonius) und war Mutter sowohl von Jens Christian Svabo als auch von Armgard Maria Svabo (1739–1798). Armgard Maria Svabo ist die Mutter von Jørgen Frantz Hammershaimb und Großmutter von V. U. Hammershaimb. Armgard Maria Svabo war ebenfalls Mutter von Marianne Sophie Hammershaimb (1773–1828), der Ehefrau von Johan Hendrik Schrøter.
- Rachel Samuelsdatter Weyhe (1720–1768).[1] Diese Tochter war mit seinem Amtsnachfolger Hans Jákupsson Debes verheiratet.

Sámal Pætursson war ebenso wie sein Schwiegervater einer der größten Landbesitzer der Färöer mit 40 merkur.